# Crime en Bohême
Pour plus de détails, voir Fiche technique et Distribution.
Crime en Bohême ou Sherlock Holmes : Crime en Bohême ou Le Chant des sirènes au Québec (The Royal Scandal) est un téléfilm américano-canadien réalisé par Rodney Gibbons et diffusé le 19 octobre 2001 sur Hallmark Channel.
Il s’agit d’une adaptation de la nouvelle Un scandale en Bohème avec Sherlock Holmes.

## Synopsis
Sherlock Holmes enquête sur une affaire de chantage, mêlant le prince héritier de Bohême, une princesse scandinave et une talentueuse chanteuse d'opéra...

## Fiche technique
- Titre original : The Royal Scandal
- Titre français : Crime en Bohême ou Sherlock Holmes : Crime en Bohême
- Titre québécois : Le Chant des sirènes ou Sherlock Holmes : Le Chant des sirènes
- Réalisation : Rodney Gibbons
- Scénario : Joe Wiesenfeld, d'après les nouvelles Un scandale en Bohême et Les Plans du Bruce-Partington d'Arthur Conan Doyle
- Décors : Jean-Baptiste Tard
- Costumes : Luc J. Béland
- Photographie : Serge Ladouceur
- Son : Glenn Tussman
- Montage : Vidal Béïque
- Musique : Marc Ouellette
- Production : Irene Litinsky
- Production associée : Pedro Gandol
- Production exécutive : Steven Hewitt, Michael Prupas
- Société de production : Muse Entertainment, Hallmark Entertainment
- Société de distribution :  France Elephant Films
- Pays d’origine :  Canada,  États-Unis
- Langue originale : anglais
- Format : couleur — 35 mm — 1,33:1 — son Dolby
- Genre : Film policier
- Durée : 120 minutes
- Dates de sortie :
  -  États-Unis : 19 octobre 2001
  -  Canada : 6 janvier 2002
  -  France : octobre 2003

## Distribution
- Matt Frewer : Sherlock Holmes
- Kenneth Welsh : Docteur Watson
- Liliana Komorowska : Irène Adler
- Seann Gallagher : Meisener
- Daniel Brochu (en) : Wiggins
- R.H. Thomson : Mycroft Holmes
- Julian Casey : Inspecteur Lestrade